# Stephanocleonus tetragrammus
Stephanocleonus tetragrammus är en skalbaggsart som först beskrevs av Peter Simon Pallas 1781.  Stephanocleonus tetragrammus ingår i släktet Stephanocleonus, och familjen vivlar. Arten har ej påträffats i Sverige.